# Ryszard Wójcik
Ryszard Wójcik (* 6. Juni 1956 in Opole) ist ein ehemaliger polnischer Fußballschiedsrichter.

## Sportlicher Werdegang
Wójcik debütierte Ende der 1980er Jahre in der Ekstraklasa und stand bei der Junioren-Fußballweltmeisterschaft 1991 erstmals im internationalen Rampenlicht. Kurze Zeit später leitete er als FIFA-Schiedsrichter zudem erste A-Länderspiele. Parallel leitete er Gruppenspiele in der UEFA Champions League und K.O.-Spiele in den ersten Runden der weiteren Europapokale. Im Europapokal der Pokalsieger 1995/96 wurde ihm das Halbfinalspiel zwischen Feyenoord Rotterdam und Rapid Wien übertragen. Nachdem er bereits Spiele in der Turnierqualifikation gepfiffen hatte, gehörte er bei der WM-Endrunde 1998 zu den UEFA-Vertretern und stand beim Gruppenspiel zwischen Niederlande und Südkorea auf dem Platz. 
Wójcik verzeichnete im UEFA-Pokal 1998/99 mit dem Duell zwischen Olympique Marseille und dem FC Bologna erneut ein Europapokalhalbfinale, kurze Zeit später leitete er das Duell zwischen Manchester United und Lazio Rom um den UEFA Super Cup. Bis 2001 stand er noch auf der FIFA-Liste, 2002 beendete er auch seine nationale Schiedsrichterkarriere.
Wójcik war mehrfach Finalschiedsrichter in polnischen Pokalwettbewerben. Im Pokal-Wettbewerb 1999/2000 standen sich dabei Wisła Krakau und Amica Wronki gegenüber, im Ligapokal leitete er 2002 das Endspiel zwischen Legia Warschau und Wisła Krakau. 2001 pfiff er zudem das Spiel um den Supercup zwischen Wisła Krakau und Polonia Warschau.